# Borislav Nikolov
Borislav Rumenov Nikolov (Bulgaars : Борислав Руменов Николов) (Radomir, 3 februari 1992) is een Bulgaars voetballer die speelt bij FK Stroemska

## Loopbaan
Nikolov begon zijn carrière bij CSKA Sofia, maar speelde slechts één keer voor de club. Hij speelde 56 minuten in een 2-0 competitie nederlaag tegen PSFC Tsjernomorets Boergas op 16 mei 2010.
In juni 2011 werd Nikolov uitgeleend aan Akademik Sofia.